# Jean-Baptiste de La Chapelle
Jean-Baptiste de La Chapelle (1710 – 1792) è stato un matematico, enciclopedista, inventore, e prete francese.
Fu l'inventore nel 1775 dello scafandro, chiamato così dal greco skaphe - "scafo" e andros - "uomo". Fu anche un contributore con 270 articoli alla Encyclopédie.

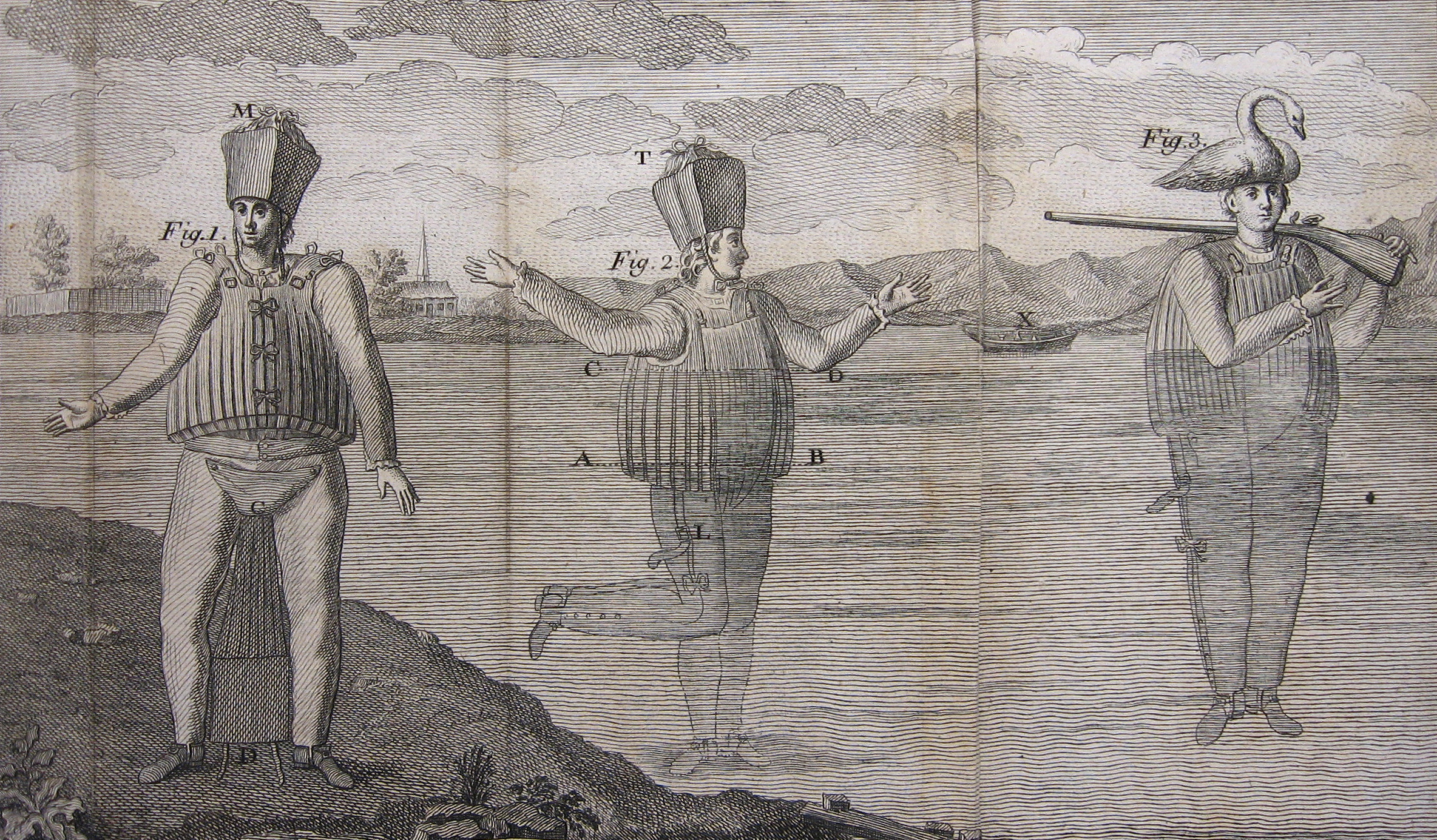
Stampa dello scafandro inventato da La Chapelle

Venne eletto membro della Royal Society di Londra nel giugno 1747.